# AGSM AIM SpA
La société AGSM AIM S.p.A. a été créée le 29 décembre 2020 à la suite de la fusion des sociétés municipales AGSM Verona SpA, entreprise multiservices de services publics dont le siège social était implanté à Vérone, région Vénétie, dans le nord de l'Italie, opérateur de production et de distribution d'électricité et de gaz naturel avec la société AIM Vicenza SpA, son homologue de Vicence,.
Le Groupe AGSM AIM SpA est devenu opérationnel le 1er janvier 2021. Ses actionnaires sont les municipalités de Vérone (61,2 %) et Vicence (38,8 %).

## Activités
Le groupe AGSM AIM SpA est opérationnel dans les secteurs des services publics avec ses filiales :

### AGSM AIM Energia
Distribue à travers ses réseaux et vend de l'électricité, du gaz naturel et de la chaleur aux particuliers (850 000 clients (2022) mais aussi aux petites et moyennes entreprises, aux industries, aux groupements d'achats, aux institutions, aux administrations publiques, à travers 14 succursales commerciales, 12 en Vénétie, 1 dans les Abruzzes et 1 dans le Latium et 156 agences commerciales,

### AGSM AIM Power
Produit de l'électricité grâce à des centrales utilisant des sources renouvelables (hydroélectricité, éolienne, photovoltaïque et biogaz) et fossiles traditionnelles (centrale thermoélectrique).
En 2022, les centrales de production du Groupe AGSM AIM SpA ont produit 885 GWh d'électricité, dont 204 GWh (23 %) par des centrales alimentées par des sources renouvelables. L'objectif du Groupe AGSM AIM est de consacrer 100% de ses investissements dans la production d'électricité aux énergies renouvelables, notamment éoliennes et photovoltaïques.
Le Groupe AGSM AIM, à travers sa filiale AGSM AIM Power, gère :
- 6 centrales hydroélectriques (Masocorona, San Colombano, Tombetta, Chievo, Belfiore et Valbona) pour un total de 72,6 MW de puissance installée,
- 6 parcs éoliens (Casoni di Romagna, Monte Vitalba, Carpinaccio, Riparbella, Rivoli et Affi) pour un total de 59,3 MW,
- 25 sites photovoltaïques pour une puissance installée de 20,5 MW,
- 1 unité biogaz d'une puissance installée de 0,8 MW.
- 1 centrale thermoélectrique de Mincio d'une puissance de 190 MW.

En 2022, AGSM AIM SpA a produit :
- 22,4 GWH d'origine solaire
- 94,2 GWH d'origine éolienne
- 81,2 GWH d'origine hydraulique
- 6,2 GWH en biogaz
- 219,5 GWH en cogénération
- 461,3 GWH d'origine thermoélectrique.

### AGSM AIM Ambiente
Gère la collecte, le tri, le traitement et la valorisation des déchets ménagers et industriels de l'agglomération de Vicence.
En Italie, le tri est obligatoire depuis les années 1190. En ville, il y a 10 bacs différents :
- papier et cartons,
- verre,
- plastics et métaux,
- déchets organiques,
- espaces verts,
- compostage domestique,
- vêtements et tissus,
- piles et médicaments,
- huiles végétales,
- encombrants hors appareils électroménagers.

Les produits dangereux (amiante et autres) doivent être séparés, repérés et font l'objet d'une fiche de suivi.

### AGSM AIM Smart Solutions
Gère l'éclairage public et décoratif (72 mille points lumineux, dont 92% sont à LED), les télécommunications, les parkings de surface et souterrains gratuits et payants et les bornes de recharge pour véhicules électriques des villes de Vérone et Vicence. L'entreprise propose également des solutions d'amélioration énergétique des bâtiments.

### AGSM AIM Calore
Gère 8 centrales de cogénération (317 GWht d'énergie thermique et 219 GWh d'électricité), un puits géothermique et un vaste réseau de chauffage urbain (184 km) qui distribue de la chaleur à plus de 70 000 logements connectés au réseau des communes de Vérone et Vicence. AGSM AIM Calore dispose d'un puits géothermique à Vicence, à environ 2 000 mètres de profondeur, duquel elle extrait de l'eau à 68 degrés.

### V-Reti
Société du Groupe AGSM AIM qui s'occupe de la distribution et du comptage de gaz et d'électricité dans les villes de Vérone et Vicence et dans d'autres communes du Nord-Est de l'Italie. V-Reti gère 3 184 km de gazoducs pour la distribution de gaz naturel, desservant environ 292 000 abonnés et 4 418 km de lignes électriques, desservant 254 000 clients.

### Transports
Les sociétés de transport en commun d'AIM Vicenza, AIM Mobilità et FTV SpA ont fusionné en 2016 et créé la société SVT - Società Vicentina Trasporti Srl, dont FTV détient 65% et la commune de Vicence 35% du capital. Cette activité n'est pas intégrée dans le groupe AGSM AIM SpA.

## Production
| Production Groupe AGSM AIM SpA | Production Groupe AGSM AIM SpA | Production Groupe AGSM AIM SpA | Production Groupe AGSM AIM SpA |
| Origine                        | 2019 (GWh)                     | 2018 (GWh)                     | ±                              |
| ------------------------------ | ------------------------------ | ------------------------------ | ------------------------------ |
| Hydroélectrique                | 148                            | 165                            | - 10 %                         |
| Éolienne                       | 112                            | 97                             | + 16 %                         |
| Photovoltaïque                 | 9                              | 8                              | + 8 %                          |
| Thermoélectrique               | 474                            | 356                            | + 33 %                         |
| Cogénération                   | 213                            | 228                            | - 7 %                          |
| TOTAL                          | 956                            | 853                            | + 12 %                         |

## Composition du groupe AGSM Verona SpA
La holding comprend les sociétés :
- Megareti SpA - 100,0 %
- AMIA Verona SpA - 100,0 %
- AGSM Energia SpA - 95,0 %
- AGSM Lighting Srl - 100,0 %
- Parco Eolico Riparbella Srl - 63,0 %
- Consorzio Canale Industriale G.Camuzzoni di Verona Scarl - 75,0 %
- Parcoeolico Carpinaccio Srl - 63,0 %
- EN.IN. ESCO Srl - 100,0 %
- AGSM Holding Albanie Tirana - 75,0 %
- AGSM Energia Est Veronese Srl - 100,0 %
- Acque Veronesi Scarl - 46,72 %
- Consorzio GPO Reggio Emilia - 33,46 %.